# Harvard Mark III
Le Harvard Mark III (aussi connu sous le nom de ADEC (Aiken Dahlgren Electronic Calculator)) fut l'un des premiers ordinateurs. Il était partiellement électronique et partiellement électromécanique. Il fut construit à l'Université Harvard sous la direction de Howard Aiken pour la United States Navy.
La construction du Harvard Mark III se termina en septembre 1949 et il fut livré au terrain d'essai (proving point) de la United States Navy à Dahlgren en mars 1950.

## Description
Le Mark III utilisait des mots de 16 bits. Il était constitué de 5 000 tubes à vide et de 1 500 diodes. Il accomplissait une addition en 4 400 microsecondes et une multiplication en 13 200 microsecondes (accès mémoire compris). Aiken se vantait que le Mark III était l'ordinateur le plus rapide au monde.
Le Mark III utilisait 9 tambours magnétiques (il fut un des premiers à utiliser de tels tambours). Un des tambours pouvait contenir 4 000 instructions et avait un temps d'accès de 4 400 microsecondes ; le Mark III était donc un ordinateur à programme enregistré. L'unité arithmétique et logique pouvait aussi accéder à deux autres tambours, un pouvait contenir 150 mots contenant des constantes et l'autre pouvait contenir 200 mots contenant des variables. Chacun de ces tambours avait aussi un temps d'accès de 4 400 microsecondes. Cette séparation des instructions et des données dans deux mémoires différentes est appelée architecture Harvard.
Le Mark III possédait aussi 6 autres tambours qui pouvaient contenir un total de 4 000 mots de données. L'unité arithmétique et logique ne pouvait pas accéder à ces tambours directement. Les données devaient être transférées de ces tambours vers le tambour auquel l'unité arithmétique et logique pouvait accéder en passant par des registres implantés au moyen de relais électromécaniques. L'accès aux données de ces six tambours était un goulot d'étranglement pour l'ordinateur étant donné que le temps d'accès était de 80 000 microsecondes. Ce long temps d'accès était quelque peu compensé par le fait que 20 mots étaient transférés lors de chaque accès.

## Source
- (en) Cet article est partiellement ou en totalité issu de l’article de Wikipédia en anglais intitulé « Harvard Mark III » (voir la liste des auteurs).